# Porte d'Auteuil (stanice metra v Paříži)
Porte d'Auteuil je nepřestupní stanice pařížského metra na lince 10 v 16. obvodu v Paříži. Nachází se pod náměstím Place de la Porte d'Auteuil. Metro je v této části linky jednosměrné, tj. vlaky jezdí pouze ve směru ze stanice Gare d'Austerlitz do stanice Boulogne – Pont de Saint-Cloud.

## Historie
Stanice byla otevřena 30. září 1913 jako konečná stanice linky 8, která sem byla prodloužena ze stanice Beaugrenelle (dnes Charles Michels).
27. července 1937 byl úsek linky 8 La Motte-Picquet – Grenelle ↔ Porte d'Auteuil odpojen od linky 8 a stal se součástí linky 10.
Až do 3. října 1980 sloužila stanice Porte d'Auteuil jako konečná stanice. Poté byla linka prodloužena do sousední stanice Boulogne – Jean Jaurès.

## Název
Jméno stanice je odvozeno od názvu staré brány (francouzsky „la porte“), kterou vedla silnice do města Auteuil, které bylo v roce 1860 připojeno k Paříži.

## Zajímavosti v okolí
- Stade Roland Garros
- Bois de Boulogne